# Яньес, Эдуардо
Эдуа́рдо Я́ньес Луэ́вано (исп. Eduardo Yáñez Luévano; род. 25 сентября 1960, Мехико, Мексика) — мексиканский актёр.

## Биография
Эдуардо Яньес жил со своей матерью и сводными братьями, никогда не встречался со своим отцом. У Эдуардо было очень трудное детство из-за сложных отношений с отчимом.
В детстве он хотел стать профессиональным футболистом, но однажды попал на репетицию. Сначала работу актёра он рассматривал как возможность заработать больше денег, но мало-помалу он любил её больше и больше, и решил поехать в Televisa для расширения возможностей. Производитель Эрнесто Алонсо оценил его талант и дал ему первую роль в сериале «Люби меня всегда», где Эдуардо играл в паре с Викторией Руффо. Его стиль и выразительная внешность завоевали сердца зрителей.
В 1991 году Эдуардо переехал в США, где он снимался в двух мыльных операх «Гваделупе» и «Мариелена», затем он снимается в нескольких голливудских фильмах, таких как «Стриптиз» и «Дикость».

## Личная жизнь
В 1987 Эдуардо женился на Норме Адриане Гарсии, у них родился сын Эдуардо-младший (род. 1988), через три года развелись.
В 1996 году он женился на американской актрисе и журналистке Франческе Крус, с которой он познакомился в Майами. В январе 2003 они подали на развод.

## Фильмография
- 1988 — Сладкий вызов — Энрике Толедо
- 1990 — Я покупаю эту женщину - Энрико Сан-Романо / Алессандро Альдама
- 1992 — Мариелена — Луис Филипе Сандоваль
- 1993 — Гваделупе — Альфредо Робинсон
- 1996 — Саванна (телесериал) — Бенни Серна
- 1996 — Стриптиз (фильм) — Чико
- 1996 — Сплошной обман (ТВ) — Хосе
- 1997 — Солдаты удачи — Мигель Перальта
- 1998 — Дикость (фильм, 1998) — Фрэнк Кондо
- 1999 — Доктор Куин, женщина-врач — Вальдес
- 1999 — Ограбление — Родриго
- 2001 — Вечная битва — Джен Гарсиа
- 2003 — Детектив Раш — Феликс Дороса
- 2003 — Любить в тишине — Камило
- 2004 — Каратель — Мики Торо
- 2004 — Гнев (фильм) — телохранитель 2А
- 2005 — Узнай врага — Феликс Ортис
- 2006 — Любовь в стиле сальса — кузен Сэмми
- 2006 — Все, что есть у тебя — Хавьер Эспиноса
- 2006 — Скрытая правда — Хуан Хосе Виктория Окампо
- 2007 — Чистая любовь Родриго Монтальво
- 2007 — Огонь в крови — Хуан Рейес
- 2009 — Морская полиция: Лос-Анджелес — Антонио Медина
- 2009 — Дикое сердце — Хуан дель Дьябло
- 2012 — Настоящая любовь — Хосе Анхель Арриага